# Bodyarmor SuperDrink

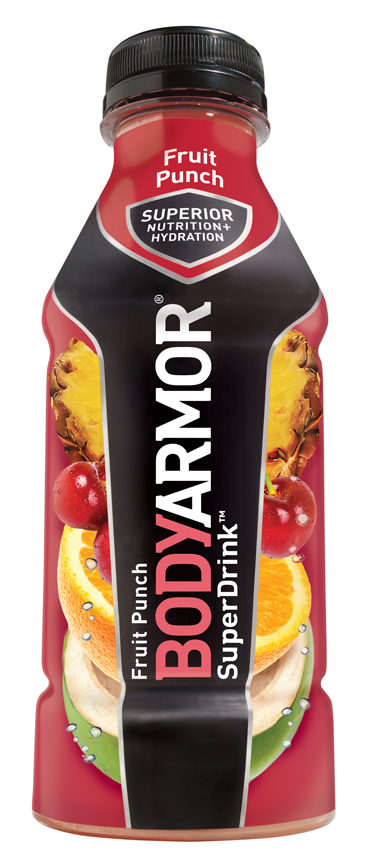
Bodyarmor SuperDrink Ponche de Frutas

Bodyarmor SuperDrink (estilizado como BODYARMOR) es una bebida deportiva americana y subsidiaria de la compañía de Coca-Cola con sede en Queens, Nueva York. Fue fundado en 2011 por Lance Collins, fundador de Fuze Beverage y NOS Energy Drink, y Mike Repole, cofundador de Energy Brands, vitaminwater, y Smartwater. En marzo de 2013, Kobe Bryant adquirió una participación grande en la compañía, uniéndose al consejo de administración y por lo mismo transformándose en el tercer accionista más grande, una posición que su viuda Vanessa todavía lo tiene.
En el verano de 2018, la compañía de Coca-Cola adquirió una participación de minoría en la compañía para colocar BodyArmor como bebida de deportes de la prima por encima de su propia marca Powerade.

## Disponible como
- Limonada de berries
- Blackout berries
- Frambuesa azul
- Ponche de fruta
- Berries de oro
- Berry mixto
- Mango naranja
- Coco con piña
- Plátano con fresa
- Ponche tropical
- Fresa con sandía

### Sabores lyte
- Ponche de berries
- Granada de arándano
- Coco
- Naranja clementina
- Mango con melocotón
- Limonada de fresa
- Coco tropical
- Sandía

### Sabores de Borde
- Berry blitz
- Frenesí naranja
- Ponche con poder
- Caos tropical

### Agua
- Fórmula deportiva con electrólitos

### Sabores descontinuados
- Baya de cereza
- Cítrico de cereza
- Uva
- Knockout perforadora
- Lima de limón
- Limonada
- Naranja de octágono
- Cítrico naranja
- Granada acai té verde
- Arándano de frambuesa goji
- Mandarín tropical

## Ingredientes
Los ingredientes incluyen: agua filtrada, azúcar de caña pura, agua de coco concentra, ácido cítrico, maltodextrina, zumo de zanahoria pura (color) fosfato dipotásico (electrólito), catequinas de té verde, y sabores naturales.

## Colaboraciones
Bodyarmor se ha asociado con Naomi Osaka, Baker Mayfield, Andrew Luck, Mike Trout, Rob Gronkowski, Klay Thompson, Skylar Diggins, Sydney Leroux y Ryan Blaney. En abril de 2015, Bodyarmor se convirtió en la bebida deportiva oficial de Los Ángeles de Anaheim. Como parte de su acuerdo con Blaney, BodyArmor también es patrocinador en el coche #12 para el equipo Penske en la copa de la  NASCAR Series.
En 2018, BodyArmor se convirtió en la marca oficial de bebidas deportivas del Ultimate Fighting Championship, acorde con la introducción del sabor "ponche knockout". A finales de 2018 con la participación minoritaria de Coca-Cola en la compañía, BodyArmor se convirtió en la marca oficial de bebidas deportivas para los torneos de campeonato nacional de la NCAA, incluyendo los torneos de baloncesto masculino y femenino a partir de 2019. Reemplazó a otra marca de Coca-Cola, Powerade, y tendrá prominente enfriador, taza y la colocación de productos de botellas de agua en los laterales de los torneos, junto con la publicidad que acompaña.
En 2019, BodyArmor se convirtió en la bebida deportiva oficial de la Major League Soccer reemplazando a Advocare a partir de la temporada 2020 de la MLS

## Asuntos legales
En 2012, Baltimore’s Under Armour Inc. resolvió su demanda por infracción de marca registrada contra Body Armor Nutrition LLC, con sede en California. La demanda alegó que Body Armor utilizó variaciones del nombre y el logotipo de Under Armour para vender sus productos de bebidas deportivas. Los términos del acuerdo no han sido revelados. La demanda había alegado que el nombre de Body Armor, el logotipo "entrelazado" en sus botellas de bebidas deportivas y el uso de la frase "Protect + Restore", infringen las marcas de Under Armour.